# In the Flesh?
In the Flesh? ist ein Lied der britischen Rockband Pink Floyd. Es wurde von Roger Waters geschrieben und ist das erste Lied ihres 1979 erschienenen Konzeptalbums The Wall. Es ist nicht zu verwechseln mit dem Lied In the Flesh, das das 21. des Albums ist.

## Musik
Die ersten 15 Sekunden des 3:18 Minuten langen Liedes sind ruhig und stellen den Schluss des letzten Liedes Outside the Wall des Albums The Wall dar. Wie auch bei vielen anderen Pink-Floyd-Alben, besteht dieses aus einem endlosen Zyklus, was daran zu bemerken ist, dass das letzte Lied nahtlos wieder ins erste übergeht. In den ersten Sekunden des Liedes sind die Worte „... we came in?“ zu hören, welche den zweiten Teil eines Satzes darstellen, der im Lied Outside the Wall mit „Isn't this where ...“ begonnen wird. 
Schon bald sind dominierende Gitarren zu hören, die das Lied die nächste Minute beherrschen, bevor ein Chor den Übergang zum 16 Sekunden danach einsetzenden Gesang einleitet. Nach 38 Sekunden Gesang kehrt das Lied zur Anfangsstimmung zurück. Auch das Lead-Out ist sehr stimmungsvoll und wird durch ein Motorendröhnen eines Bombers (Jericho-Trompete) mit anschließendem Abwurf einer Bombe beendet (tatsächlich wurde das Geräusch von einer E-Gitarre imitiert). Ganz am Schluss ist noch der Schrei eines Babys zu hören, der schon auf das Folgelied The Thin Ice Bezug nimmt.

## Handlung
Wie alle anderen Lieder des Albums erzählt In the Flesh? einen kleinen Teil der Geschichte von Pink, dem Protagonisten dieses Albums bzw. die Geschichte die das Album erzählt. Dieser erste Song markiert den Beginn der Show. Pink beginnt über seine Wand (The Wall) zu erzählen. Er möchte auch mitteilen, dass die Dinge hinter diesen kalten Augen („...behind these cold eyes“) trotz seines Äußeren ganz anders aussehen, als man denkt. Will der Zuhörer herausfinden, was sich hinter dieser grauen Maske versteckt, so muss er sich seinen Weg durch seine Verkleidung bahnen („if you wanna find out what's behind these cold eyes, you just have to claw your way through this disguise“). Indirekt teilt das Lied dem Hörer auch mit, dass Pinks Vater im Zweiten Weltkrieg getötet wurde. Dies wird durch den am Schluss hörbaren Bomber signalisiert (Fletcher Waters, der Vater von Roger Waters, ist im Zweiten Weltkrieg bei einem solchen Angriff der Deutschen in Italien gefallen; Roger wurde anschließend von seiner Mutter alleine erzogen. Das und die Schulzeit von Roger Waters wurde in den folgenden Liedern ebenfalls verarbeitet. Auf dem Album The Final Cut hat Roger Waters seinem Vater im Lied The Fletcher Memorial Home ein weiteres Denkmal gesetzt).

## Live-Version
Während der The Wall-Tour 1980/81 wurde das Lied von maskierten Personen aufgeführt, die wie die echten Mitglieder von Pink Floyd aussahen. Hierbei spielten sie die Zeilen „Tell me, is something eluding you, sunshine? Is this not what you expected to see?“ (dt.: „Sagt mir, werdet Ihr nicht getäuscht? Ist es nicht das, was Ihr (zu sehen) erwartet habt?“) sowie weitere Hinweise auf eine „Ersatzband“ („surrogate band“), auf die das Lied ebenfalls anspielt.

## Film-Version
Am Anfang des Filmes sieht man Pink in einem abgeschlossenen Hotelzimmer sitzen; eine Gruppe Personen bricht die Tür auf und stürmt in das Zimmer, als das Lied „explodiert“. Der Film zeigt dann Bilder von randalierenden Personen, die noch später im Film eine Rolle spielen. Es folgt eine Kriegsszene, in der eine deutsche Junkers Ju 87 einen Bunker zerstört, was den Tod von Pinks Vater darstellen soll.
Im Film soll dieses Lied als ein Anfang oder eine Geburt verstanden werden. Pink ist in einem Raum der eine Gebärmutter am Ende eines leeren, sterilen Korridors darstellen soll. Er verharrt unbeweglich in einer Fötus-Position. Die Personen, die die Zimmertür aufbrechen, können als Beginn der Geburt angesehen werden. Pink wird von diesen Personen direkt untersucht und ärztlich versorgt. Die Szene und das Lied enden mit dem Schreien eines neugeborenen Babys. Ein weiterer Hinweis ist auch am Herzschlag zu erkennen, welcher bei den ersten Textstellen des Liedes zu hören ist. Weiterhin ist dieser Herzschlag vermutlich auch eine Anspielung auf das erfolgreichste Album von Pink Floyd, The Dark Side of the Moon.
Hier sieht man, dass Pink bereits keine Augenbrauen mehr hat, die er sich am Ende von Is There Anybody Out There? abrasiert hat. Deshalb könnte es auch sein, dass das Lied erst während des Konzerts oder gar erst am Ende der Geschichte spielt.

## Ende des Liedes
Zum Ende des Liedes ruft Roger Waters noch einige Bühnenanweisungen:
Lights!

Roll the sound effects!

Action!

Drop it! Drop it on 'em!

Drop it on 'em!

Die Live-Version von The Wall von 1980 bis 1981 hatte leicht veränderte Bühnenanweisungen:
Lights!

Roll the sound effects!

Drop it on 'em!

Drop it on 'em!